# Garra Sônica
Garra Sônica (Klaw, no original) é o codinome de Ulysses Klaw para cometer crimes. Ele é um personagem fictício do Universo Marvel criado por Stan Lee e Jack Kirby como arqui-inimigo do Pantera Negra e super-vilão do Quarteto Fantástico. Sua primeira aparição nas histórias em quadrinhos se deu em Fantastic Four #53.

## História
Ulysses Klaue é filho do criminoso de guerra nazista Coronel Fritz Klaue do Esquadrão Blitzkrieg liderado pelo Barão Strucker. Ele foi enviado por Adolf Hitler para Wakanda para aprender seus segredos. Após a Segunda Guerra Mundial, ele voltou para a Bélgica, mais tarde anglicizou seu nome para "Klaw", e criou seu filho com hisórias sobre Wakanda. Ulysses se tornou físico na Holanda e trabalhava na Universidade de Delft. Projeta uma máquina capaz de converter ondas sonoras em massa física ("som solidificado"). Porém, um dos materiais necessários é o metal vibranium, que pode ser encontrado em Wakanda. Precisando desesperadamente de uma amostra, ele organiza um grupo de mercenários para ajudá-lo a roubar o metal wakandano.
Quando T'Chaka, o líder do culto nativo ao Pantera Negra, recusa-se a dar o metal a Klaw, ele ordena seus homens a matarem T'Chaka. Ao testemunhar a morte do pai o adolescente T'Challa, o atual Pantera Negra, pega a arma de ondas sonoras de Ulysses e a usa para matar os mercenários e ferir a mão esquerda de Ulysses com uma explosão.
Voltando para os Estados Unidos, Klaw tem sua mão amputada, mas usou uma arma de som para substituí-la. Dez anos mais tarde, ele retorna a Wakanda jurando vingança, mas o Quarteto Fantástico e T'Challa, o novo Pantera Negra, o impedem de cumprir seu plano. Klaw usou sua arma para atacar o reino do Pantera Negra, criando "criaturas de som solidificado". Com a derrota iminente, ele usou a arma em si mesmo e se transformou num ser de som, o Garra Sônica.
O Garra Sônica teve uma participação importante em Guerras Secretas, quando foi o principal capanga do Doutor Destino. O vilão não foi raptado pelo Beyonder. Ele foi inadvertidamente reconstituído por Destino, depois que havia sido aparentemente destruído pela mutante Cristal, a mutante que absorve som e o converte em luz.
Mais tarde, ele tentou atacar Nova York com sua máquina, não conseguiu e foi preso. Depois que foi solto, passou a fazer parte do grupo Mestres do Terror. Foi também integrante do Quarteto Terrível.

## Aparições em outras mídias
- A primeira aparição de Garra Sônica na televisão foi em 1967, quando participou de um episódio do desenho animado do Quarteto Fantástico.[2]
- Ele também apareceu no desenho animado Homem-Aranha e seus Incríveis Amigos, onde é visto preso numa prisão juntamente com outros vilões do Universo Marvel.
- Garra Sônica aparece no episódio do desenho dos anos 90 do Quarteto Fantástico que ia para Wakanda.
- Nos videogames Captain America and the Avengers e  Marvel Ultimate Alliance 3: The Black Order, Garra Sônica é um vilão e chefe.
- Nos desenhos Fantastic Four: World's Greatest Heroes  e Ultimate Spider-Man, Garra Sônica faz parte do Quarteto Terrível.
- Foi interpretado por Andy Serkis nos filmes Vingadores: Era de Ultron e  Pantera Negra, bem como o desenho What If...?.
- Aparece na série de desenho animado The Super Hero Squad Show em um episódio.
- Ele também aparece na série de desenho animado Os Vingadores: Os Super-Heróis mais Poderosos da Terra.
- É um dos personagens jogáveis em Lego Marvel's Avengers, Lego Marvel Super Heroes 2 e Marvel Future Fight.

1. ↑  Fantastic Four Unlimited, no. 1 (1993). Marvel Comics.
2. ↑  Behind the Voice Actors: Klaw